# Юос
Юо́с (фр. Huos, окс. Uòs) — коммуна во Франции, находится в регионе Юг — Пиренеи. Департамент — Верхняя Гаронна. Входит в состав кантона Барбазан. Округ коммуны — Сен-Годенс.
Код INSEE коммуны — 31238.

## География

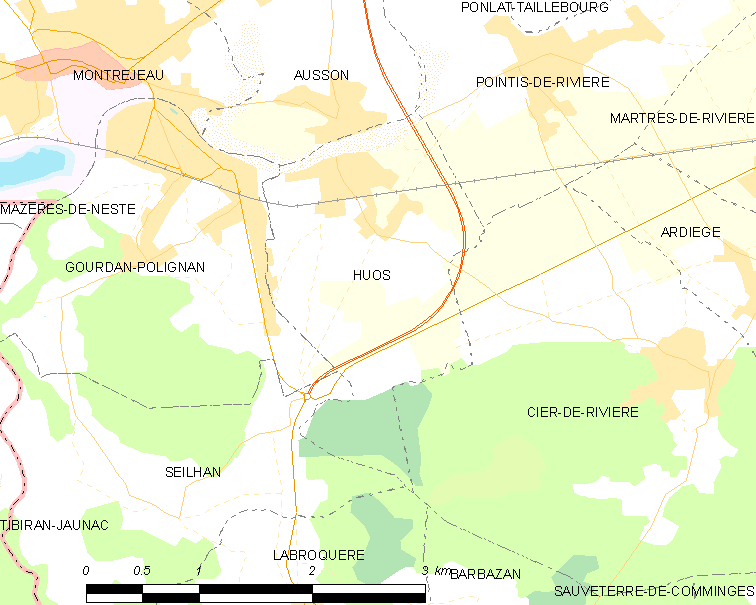
Карта коммуны

Коммуна расположена приблизительно в 660 км к югу от Парижа, в 90 км к юго-западу от Тулузы.
На севере коммуны протекает река Гаронна.

## Климат
Климат умеренно-океанический. Зима мягкая и снежная, весна характеризуется сильными дождями и грозами, лето сухое и жаркое, осень солнечная. Преобладают сильные юго-восточные и северо-западные ветры.

## Население
Население коммуны на 2010 год составляло 465 человек.
| 1962 | 1968 | 1975 | 1982 | 1990 | 1999 | 2010 |
| ---- | ---- | ---- | ---- | ---- | ---- | ---- |
| 439  | 418  | 366  | 368  | 428  | 452  | 465  |

## Администрация
| Период | Период | Фамилия          | Партия | Примечания |
| ------ | ------ | ---------------- | ------ | ---------- |
| 2001   | 2008   | Мишель Кустий    |        |            |
| 2008   | 2020   | Клод Пюижделлоза |        |            |

## Экономика
В 2010 году среди 288 человек трудоспособного возраста (15—64 лет) 198 были экономически активными, 90 — неактивными (показатель активности — 68,8 %, в 1999 году было 65,9 %). Из 198 активных жителей работали 170 человек (85 мужчин и 85 женщин), безработных было 28 (13 мужчин и 15 женщин). Среди 90 неактивных 21 человек были учениками или студентами, 33 — пенсионерами, 36 были неактивными по другим причинам.